# Sutura di B-Lynch
La sutura di B-Lynch o procedura di B-Lynch o sutura a bretella è una procedura chirurgica atta a contrastare l'emorragia nel postpartum (atonia uterina, placenta previa, placenta accreta) qualora essa non venga ad essere controllata con altra manovre od infusione di farmaci uterotonici.

## Tecnica
La sutura di B-Lynch è stata introdotta nel 1997 dal Dott. Christopher B-Lynch e rappresenta una tecnica efficace e di rapida esecuzione in grado di contrastare l'emorragia postpartum senza inficiare la futura fertilità. 
La paziente viene posta in posizione di Lloyd-Davies e, dopo aver posizionato un catetere urinario, viene praticata un'incisione di Pfannestiel; esposto il segmento uterino inferiore, l'istmo uterino viene inciso orizzontalmente. A seguito di un'accurata detersione della cavità uterina al fine di eliminare eventuale materiale gestazionale residuo, si pratica la sutura facendo passare nello spessore del segmento uterino inferiore, al di sotto dell'incisione praticata, un filo riassorbile. La sutura si continua con il successivo passaggio dall'interno verso l'esterno della parete uterina del filo riassorbibile al di sopra della linea di incisione orizzontale; il filo, ora esterno all'utero, viene fatto perciò passare anteriormente al corpo uterino e portato posteriormente fino a raggiungere la parete uterina immediatamente al di dietro dell'incisione istmica. Il filo viene fatto quindi passare dall'esterno all'interno della parete uterina posteriore; all'interno della cavità uterina, l'operatore, per mezzo dell'incisione praticata, fa passare il filo nuovamente il filo dall'interno verso l'esterno dopo un breve tragitto orizzontale. Il filo, ora esterno e al di dietro dell'utero, viene fatto ripassare davanti all'utero scavalcando il fondo uterino. Nuovamente, prima dall'esterno verso l'interno e poi dall'interno verso l'esterno, viene fatto passare perpendicolarmente all'incisione orizzontale. A questo punto, i due capi del filo sono paralleli e possono essere tesi delicatamente e progressivamente fino a raggiungere un'adeguata emostasi. A tal punto, la sutura si completa con il confezionamento di un nodo tra i due capi e chiudendo l'incisione del segmento uterino inferiore.

### Libri di Testo
- Giuseppe Pescetto, Luigi De Cecco, Domenico Pecorari, Nicola Ragni, Ginecologia e ostetricia, Roma, Società editrice universo, 2009, ISBN 978-88-89548-93-6.
- Gian Carlo Di Renzo, Trattato di ginecologia e ostetricia, Roma, Verduci Editore, 2009, ISBN 978-88-7620-812-6.

### Pubblicazioni
- E El-Hamamy e B-Lynch, C, Journal of Obstetrics and Gynaecology, cited at Informa healthcare, vol. 25, n. 2, 2005,  pp. 143-149, DOI:10.1080/01443610500040752,  https://oadoi.org/10.1080/01443610500040752.
- C B-Lynch e et al., The B-Lynch surgical technique for the control of massive postpartum haemorrhage: an alternative to hysterectomy? Five cases reported., in British Journal of Obstetrics and Gynaecology, vol. 104, n. 3, marzo 1997,  pp. 372-375, DOI:10.1111/j.1471-0528.1997.tb11471.x.
- Ronald S. Gibbs e et al., Danforth's Obstetrics and Gynecology, 10ª ed., Lippincott Williams and Wilkins, 2008,  p. 455, ISBN 978-0-7817-6937-2.
- John Studd e et al., Progress in Obstetrics and Gynaecology, vol. 17, Elsevier Science Limited, 2006,  p. 269, ISBN 978-0-443-10313-1.
- Richa Saxena, Tips and Tricks in Operative Obstetrics and Gynecology, Jaypee Brothers Medical Pub, 2011,  p. 243, ISBN 978-93-5025-238-3.